# Paul Benjamin
Paul Benjamin (Pelion, 4 febbraio 1934 – Los Angeles, 28 giugno 2019) è stato un attore statunitense.

## Biografia
Nato da Fair Benjamin, un predicatore battista, e Rosa Butler a Pelion, nella Carolina del Sud, era il più giovane di 12 figli. Si trasferì a Columbia, nella Carolina del Sud con uno dei suoi fratelli dopo la morte dei genitori. Frequentatò la C.A. Johnson High School e successivamente si iscrisse al Benedict College.
Fece il suo debutto cinematografico nel 1969 come barista in Un uomo da marciapiede. Dopo piccoli ruoli in Rapina record a New York e Il mio uomo è una canaglia di Sidney Lumet, ha svolto un ampio lavoro televisivo negli anni sessanta. Alcune interpretazioni degne di nota sono state in Rubare alla mafia è un suicidio di Barry Shear e una parta minore nel western di Shear La rossa ombra di Riata, The Education of Sonny Carson di Michael Campus, Friday Foster di Arthur Marks, il film biografico Leadbelly di Gordon Parks e il film carcerario di Don Siegel Fuga da Alcatraz. Successivamente ha recitato nel film della HBO del 1987 L'uomo che spezzò 1.000 catene, basato sul romanzo di Robert E. Burns. Sul grande schermo negli anni ottanta e novanta, lavorò con molti attori e registi famosi: Ha recitato in State uniti in America al fianco di Richard Pryor, nel film drammatico Pazza di Martin Ritt con Barbra Streisand, Pink Cadillac con Clint Eastwood, in Fa' la cosa giusta di Spike Lee, in The Five Heartbeats di Robert Townsend, in Hoodlum di Bill Duke e in Rosewood di John Singleton.
Lavorò al documentario American Masters dell'autore vincitore del Premio Pulitzer Ralph Ellison. Dal 2000 in poi recitò principalmente in film indipendenti come Stanley's Gig, Station Agent, Deacons for Defense e Back in the Day.

## Filmografia parziale

### Cinema
- Un uomo da marciapiede (Midnight Cowboy), regia di John Schlesinger (1969)
- Rapina record a New York (The Anderson Tapes), regia di Sidney Lumet (1971)
- Il mio uomo è una canaglia (Born to Win), regia di Ivan Passer (1971)
- Rubare alla mafia è un suicidio (Across 110th Street), regia di Barry Shear (1972)
- La rossa ombra di Riata (The Deadly Trackers), regia di Barry Shear (1973)
- Fuga da Alcatraz (Escape from Alcatraz), regia di Don Siegel (1979)
- State uniti in America (Some Kind of Hero), regia di Michael Pressman (1982)
- Pazza (Nuts), regia di Martin Ritt (1987)
- Fa' la cosa giusta (Do the Right Thing), regia di Spike Lee (1989)
- Pink Cadillac, regia di Buddy Van Horn (1989)
- Il padrone di casa (The Super), regia di Rod Daniel (1991)
- Drop Squad, regia di David C. Johnson (1994)
- Rosewood, regia di John Singleton (1997)
- Hoodlum, regia di Bill Duke (1997)
- Station Agent, regia di Thomas McCarthy (2003)

### Televisione
- Starsky & Hutch – serie TV, episodio 1x04 (1975)
- Kojak – serie TV, un episodio (1977)
- Incatenato all'inferno (The Man Who Broke 1,000 Chains), regia di Daniel Mann – film TV (1987)
- E.R. - Medici in prima linea (ER) – serie TV, 3 episodi (1994-2002)
- Angel – serie TV, un episodio (2001)
- Law & Order - I due volti della giustizia (Law & Order) – serie TV, episodio 14x06 (2003)
- The Shield – serie TV, episodio 3x09 (2004)

## Doppiatori italiani
Nelle versioni in italiano delle opere in cui ha recitato, Paul Benjamin è stato doppiato da:
- Massimo Foschi in Rubare alla mafia è un suicidio
- Glauco Onorato in Starsky & Hutch
- Lino Troisi in Fuga da Alcatraz
- Dario De Grassi in Incatenato all'inferno
- Paolo Buglioni in Pazza
- Raffaele Uzzi in Fa' la cosa giusta
- Romano Ghini ne Il padrone di casa
- Bruno Conti in Hoodlum
- Vittorio Di Prima in Station Agent
- Massimo Milazzo in The Shield